# Annabelle Rankin
Annabelle Rankin, född 1908, död 1986, var Australiens hushållsminister 1966-1971. Hon var den första kvinnliga ministern i Australien.